# マーシャル・ネイ (モニター)
マーシャル・ネイ (HMS Marshal Ney) はイギリス海軍のモニター。
ジャローのパーマー社で建造。1915年1月末起工。6月16日未明にドイツの飛行船「L.10」による空襲があり、1日遅れて6月17日に進水。8月31日竣工。
「マーシャル・ネイ」と同型の「マーシャル・ソウルト」の機関には建造中であった油槽船のディーゼルエンジンが利用された。「マーシャル・ネイ」に搭載されたのは油槽船「ターモイル」のエンジンで、これはドイツのMAN社の設計で、J. サミュエル・ホワイト社がライセンス生産したものであったが、信頼性に欠け、始動も始動後動かし続けることも困難なものであった。
「マーシャル・ネイ」はドーヴァー戦隊に配備された。9月19日、「マーシャル・ネイ」はウェステンデを砲撃したが、様々なトラブルに見舞われ駆逐艦「ヴァイキング」に曳航されて退避した。9月25日、モニターがゼーブリュッヘ近くとウェステンデを砲撃した。これは、連合国軍の攻勢に応じて実施された、敵に上陸作戦実施と思わせるための欺瞞作戦であった。「マーシャル・ネイ」はウェステンデ担当の一艦であったが、至近弾によって航行不能に陥り、再び「ヴァイキング」によって曳航された。
10月からエンジンおよび舵取機械の改善が図られたがエンジンの問題は変わらず、「マーシャル・ネイ」の砲塔はモニター「テラー」へと移設されることとなった。「マーシャル・ネイ」からは15インチ砲塔が撤去され、9.2インチ単装砲1基と6インチ単装砲4基が巡洋艦「テリブル」から移設された。
1916年6月16日に復帰するも、8月15日に除籍される。1917年2月と3月のドイツ駆逐艦によるダウンズ襲撃を受けて「マーシャル・ネイ」は同年4月に同地の警備艦となった。9.7インチ砲は撤去され、代わりに戦艦「ハイバーニア」の6インチ単装砲6基が搭載された。他に、1916年から1917年の間に12ポンド砲の撤去、3インチ高角砲2門の搭載がなされた。
1917年4月19日、来襲したドイツ軍水上機から「マーシャル・ネイ」に対して魚雷1本が投下されたが、外れた。4月27日、ラムズゲート砲撃中の駆逐艦に対して発砲し、追い払った。
第一次世界大戦後は機動艇の支援艦、宿泊艦、潜水艦学校の母艦となったあと、1922年7月12日にデヴォンポートで機関員訓練施設に配属されていた「ハーレフ」と交代し「ヴィヴィッド (Vivid)」と改名。1934年には「ドレイク (Drake)」となった。1947年、機関員訓練施設に配属され「アロニア2世 (Alaunia II)」と改名。1957年に廃棄となった。最終的には、艦上には兵舎が立ち並ぶ状態になっていた。

## 要目
- 排水量（竣工時）：6900トン（満載）、6050トン（軽荷）
- 全長：355フィート8インチ（108.41m）
- 全幅：90フィート3インチ（27.51m）
- 機関：ディーゼル機関（J. サミュエル・ホワイト社、カウズ製MAN六気筒機関）2基、1500制動馬力、2軸
- 速力：設計9ノット、公試6.3ノット
- 乗員：士官13名、下士官兵174名
- 兵装（竣工時）：15インチ砲2門（連装1基）、12ポンド砲2門、3インチ高角砲1門、2ポンド高角砲2門、0.303インチ（7.7mm）機銃4挺
- 出典[15]